# 山本三太郎
山本 三太郎（やまもと さんたろう、1837年9月17日（天保8年8月18日）- 1897年（明治30年）2月4日）は、明治期の実業家、政治家。衆議院議員。旧姓・加藤。幼名・徳次。

## 経歴
三河国宝飯郡前芝村（愛知県宝飯郡前芝村を経て現豊橋市前芝町）で、豪農・加藤六蔵正柔の二男として生まれた。15歳で同郡下地村（下地町を経て現:豊橋市下地町）の農業、製油販売業、先代・山本三太郎の養嗣子となる。漢学を大田晴軒に、武術を寺尾大之進に師事した。その後、家督を相続し三太郎を襲名した。
1881年（明治14年）荒山防止のため銀行類似会社・保荒社を設立し、1882年（明治15年）宝飯銀行の創設に参画し頭取に就任。1894年（明治27年）3月、豊橋米穀取引所が設立されると初代理事長となった。
戸長を務めた。また、愛知県会議員を1880年（明治13年）から1894年（明治27年）まで5期12年10カ月務め、この間、同郡部会副議長、同参事会員に在任。1891年（明治24年）宝飯郡会議員にも就任した。
1894年9月、第4回衆議院議員総選挙（愛知県第10区）で、選挙期間中、山本は名古屋にいて選挙運動を行わなかったが当選し、衆議院議員に1期在任した。議員在任中の1897年に病となり帰郷して同年10月に死去した。

## 国政選挙歴
- 第2回衆議院議員総選挙（愛知県第10区、1892年2月、無所属）次点落選[7]
- 第3回衆議院議員総選挙（愛知県第10区、1894年3月、立憲革新党）次点落選[7]
- 第4回衆議院議員総選挙（愛知県第10区、1894年9月、立憲革新党）当選[6]

## 親族
- 甥 加藤六蔵（兄・加藤六蔵正文の長男）[8]